# 569
569(오백육십구)는 568보다 크고 570보다 작은 자연수다.

## 수학
- 104번째 소수다. 앞의 소수는 563이고, 다음 소수는 쌍둥이 소수인 571이다.
- 피타고라스 삼조의 빗변의 길이이다. ({\displaystyle 231^{2}+520^{2}=569^{2}})[a]

## 과학
- 569 미사(영어판): 소행성.

## 문화재
- 대한민국의 보물 제569호: 안중근의사유묵

## 작품
- 《569(영어판)》: 일본의 록 밴드 GO!GO!7188의 정규 음반. 2007년 10월 24일 출시.

## 기타
- 연도: 569년, 기원전 569년
- 569 렉싱턴 애비뉴(영어판)